# Black Creek (Carolina do Norte)
Black Creek é uma cidade  localizada no estado norte-americano de Carolina do Norte, no Condado de Wilson.

## Demografia
Segundo o censo norte-americano de 2000, a sua população era de 714 habitantes. 
Em 2006, foi estimada uma população de 703, um decréscimo de 11 (-1.5%).

## Geografia
De acordo com o United States Census Bureau tem uma área de 
1,7 km², dos quais 1,7 km² cobertos por terra e 0,0 km² cobertos por água.

## Localidades na vizinhança
O diagrama seguinte representa as localidades num raio de 12 km ao redor de Black Creek. 